# Бозентино
Бозентѝно (на италиански: Bosentino, на местен диалект: Bosentin, Бозентин) е село в Северна Италия, автономна провинция Тренто, община Алтопиано дела Виголана, автономен регион Трентино-Южен Тирол. Разположено е на 700 m надморска височина. Населението на общината е 840 души (към 2015 г.).